# Bayern 1
Bayern 1 ist das erste Hörfunkprogramm des Bayerischen Rundfunks und ein typisches Begleitprogramm.

## Geschichte
Bayern 1 ist historisch aus dem ersten, bis 1950 einzigen, Hörfunkprogramm des Bayerischen Rundfunks hervorgegangen und ein so genanntes Vollprogramm. Der Programmreform vom 1. Januar 1974 verdankt es seine offizielle Bezeichnung Bayern 1. Der Sender richtet sich an eine Hörerschaft mittleren Alters und bietet neben dem Musikformat in der Kategorie Adult Contemporary (durchhörbares Formatradio für Erwachsene) auch neuere Popmusik sowie Informationen und umfassende, regionale Berichterstattung.

### Senderlogos

Logo bis Ende der 90er Jahre
Logo bis Oktober 2007
Logo bis Mai 2018
Logo bis 2025
Logo seit 2025

## Programm

### Programmschema
| Werktags  | |
| Uhrzeit   | Sendung |
| 00:00 Uhr | ARD-Hitnacht vom Mitteldeutschen Rundfunk |
| 05:00 Uhr | Bayern 1 am Morgen |
| 09:00 Uhr | Bayern 1 am Vormittag |
| 12:00 Uhr | Mittags in … (siehe Regionalprogramm in Formate) |
| 13:00 Uhr | Bayern 1 am Nachmittag |
| 17:00 Uhr | Bayernmagazin |
| 19:00 Uhr | Mo–Do: Blaue Couch Fr: Bayern 1 am Abend |
| 20:00 Uhr | Bayern 1 am Abend Mo: Bayern Einser Di: Classic Rock Mi: 80er Show Do: Live und unplugged Fr: Lieblingsstars und Lieblingshits zum Start ins Wochenende |
| 23:00 Uhr | ARD-Hitnacht vom Mitteldeutschen Rundfunk |

| Samstags  |                                                                                      |
| Uhrzeit   | Sendung                                                                              |
| 00:00 Uhr | ARD-Hitnacht vom Mitteldeutschen Rundfunk                                            |
| 06:00 Uhr | Bayern 1 am Samstagvormittag                                                         |
| 11:00 Uhr | Marcus Fahn’s 80er Playlist                                                          |
| 12:00 Uhr | Bayern 1 am Samstag                                                                  |
| 15:00 Uhr | Heute im Stadion (siehe Formate) wenn Fußball-Bundesliga, sonst: Bayern 1 am Samstag |
| 19:00 Uhr | Bayern 1 am Abend (Sendungsbeginn bei Heute im Stadion ab 18:00 / 20:20 Uhr)         |
| 23:00 Uhr | ARD-Hitnacht vom Mitteldeutschen Rundfunk                                            |

| Sonntags  |                                                    |
| Uhrzeit   | Sendung                                            |
| 00:00 Uhr | ARD-Hitnacht vom Mitteldeutschen Rundfunk          |
| 06:00 Uhr | Bayern 1 am Sonntagmorgen                          |
| 10:00 Uhr | Katholische Morgenfeier                            |
| 10:35 Uhr | Evangelische Morgenfeier                           |
| 11:00 Uhr | Marcus Fahn’s 80er Playlist                        |
| 12:00 Uhr | Zwölfuhrläuten (siehe Formate), Wetter und Verkehr |
| 12:03 Uhr | Blaue Couch – Gäste der Woche                      |
| 15:00 Uhr | Bayern 1 am Sonntag                                |
| 19:00 Uhr | Bayern 1 am Abend                                  |
| 20:00 Uhr | Sanft und bsonders                                 |
| 23:00 Uhr | ARD-Hitnacht vom Mitteldeutschen Rundfunk          |

### Formate
- Regionalprogramm – Wochentags sendet Bayern 1 zwischen 6.30 Uhr und 17.30 Uhr zur halben Stunde regionale Kurznachrichten sowie von 12 bis 13 Uhr ein einstündiges Magazin aus den jeweiligen Regionalstudios. Die Ausstrahlung erfolgt gesplittet aus den fünf Redaktionen Franken, Oberbayern, Niederbayern/Oberpfalz, Schwaben sowie Mainfranken. Bis Ende 2015 existierte ein eigenes Regionalprogramm für München, das aus Kostengründen eingestellt wurde. Im Oktober 2015 wurde zunächst das Mittagsmagazin,[3] zum Jahreswechsel 2015/2016 auch die Kurznachrichten in die Redaktion für Oberbayern integriert.[4]

- Heute im Stadion – Bayern 1 berichtet samstags ab 15 Uhr in der Sendung Heute im Stadion vom aktuellen Spieltag der Fußball-Bundesliga und übernimmt die Bundesligakonferenz der ARD.

- Zwölfuhrläuten – Jeden Sonntag um 12 Uhr wird statt der Nachrichten eine Kirche in Bayern vorgestellt. Christian Jungwirth liest selbst oder durch andere Redakteure produzierte Geschichtsfakten über die Kirche und den Ort, in dem sie steht. Dazu wird das Läuten der jeweiligen Kirche eingespielt.[5]

- Blaue Couch – Die Blaue Couch ist eine Talksendung, die zunächst nur sonntags von 12 bis 14 Uhr lief. Dominique Knoll oder Thorsten Otto interviewen Prominente, unbekannte Menschen mit besonderen Geschichten oder Kollegen. Seit 8. Januar 2019 wird sie von Montag bis Donnerstag, jeweils von 19 bis 20 Uhr gesendet. Die Sendung am Sonntag Die Gäste der Woche fasst die Gespräche des Wochenverlaufs zusammen.

- Nachtprogramm (ARD-Hitnacht) – Bayern 1 sendete traditionell täglich nach der Nachrichtensendung um Mitternacht zum „Programmschluss“ die Bayern-, Deutschland-, sowie die Europahymne. Seit der erneuten Übernahme der ARD-Hitnacht am 6. Mai 2025 werden diese schon vor den Nachrichten gesendet.
Ab 00:05 Uhr übernahm Bayern 1 bis zum 7. März 2016 die ARD-Hitnacht bzw. in der Nacht zu Sonntag den Rhythmus der Nacht. Zwischen dem 8. März 2016 und 5. Mai 2025 wurde ein eigenes Nachtprogramm gesendet.[6] Die Nachtsendung war unmoderiert, jedoch wurden die Wetter- und Verkehrsnachrichten von Bayern 3 parallel übernommen und mit den Bayern-1-Musikbetten hinterlegt. Ebenso wurde bei akuten Gefahrenmeldungen (z. B. Geisterfahrern) das laufende Bayern-1-Programm durch den Bayern-3-Moderator unterbrochen. Seit dem 6. Mai 2025 wird wieder die ARD-Hitnacht vom MDR übernommen.[7]

### Musikfarbe im Wandel
Bis in die 2000er-Jahre sendete Bayern 1 fast ausschließlich deutschsprachige Schlager, volkstümliche Musik, sowie Musical- und Operettenmelodien. Nach internen Erhebungen bezüglich des Musikgeschmacks ihrer Zielgruppe („In der Mitte des Lebens“), entschieden sich die Verantwortlichen für ein Oldie-basiertes Musikformat. Seit Herbst 2013 werden vor allem Hits aus den 1970er, 1980er und 1990er Jahren präsentiert, hauptsächlich Popmusik, Folk-Rock und Softrock. Neuere Popmusik wird vereinzelt gespielt.
Im Laufe der Zeit wurden damit Musikrichtungen von Bayern 1 abgezogen und folgendermaßen neu im Bayerischen Rundfunk verteilt:
- Musical/Operette – Im Januar 2013 wurden die Sendungen zu Musical- und Operettenmelodien eingestellt. Diese, der Klassik zugeordnete Musik, wurde damit zu BR-Klassik ausgelagert.
- Schlager – Nachdem sich das Programm bereits 2013 in Richtung Oldies orientierte, verblieben die Deutsche Schlagerparade sowie die Sendung Deutsch nach Acht. Diese wurden später ebenfalls komplett eingestellt und damit sämtlicher Schlager auf den digitalen Sender BR Schlager verschoben.
- Volksmusik – Die Programmstunde von 19 bis 20 Uhr war lange Zeit der Volksmusik vorbehalten. Sonntags gab es ab 11 Uhr eine Stunde lang Blasmusik. Mit dem Start des Digitalprogramms BR Heimat am 2. Februar 2015 wurden Volks- und Blasmusik 24 Stunden täglich angeboten. Ab dem 15. Mai 2016 wurde daher keine Volks- und Blasmusik mehr auf Bayern 1 gesendet. Mehrere Petitionen in Bayern richteten sich gegen diese Umstellung. Sie kritisierten die „Gefährdung bayerischen Kulturguts“ und „fehlende Ausrichtung des Programms auf die Hörer“.[8]
- Betthupferl – Seit dem 8. Januar 2019 wird das früher täglich um 19:55 Uhr auf Bayern 1 ausgestrahlte Betthupferl nun Montag bis Samstag um 18:53 Uhr auf Bayern 2 gesendet. BR Heimat sendet es zudem noch um 19:55 Uhr.

## Moderatoren
- Aktuelle Moderatoren – Philipp Eger, Uwe Erdelt, Marcus Fahn, Tom Glas, Uwe Gürtler, Jürgen Kaul, Dominique Knoll, Philipp Melzer, Ulla Müller, Thorsten Otto, Christine Rose, Susanne Rohrer, Tilmann Schöberl, Björn Strößner, Melitta Varlam, Achim Zeppenfeld.[9]

- Ehemalige Moderatoren –  Christoph Deumling, Fritz Egner,[10][11] Gabi Fischer, Thomas Giebelhausen, Barbara Jelen, Peter Hirsch, Stephan Lehmann.

## Informationsformate

### Nachrichten
Bayern 1 sendet „die Nachrichten des Bayerischen Rundfunks“ jeweils zur vollen Stunde. Zudem gibt es werktags von 06:30 Uhr bis 17:30 Uhr Kurznachrichten und Schaltungen in die Regionalstudios (siehe Formate).

### Bayernwetter
Zu jeder Nachrichtensendung gibt es „kompakt und zuverlässig“ das Bayernwetter, welches zu Hauptsendezeiten von eigenen Bayern 1 Sprechern, in der übrigen Zeit vom Nachrichtensprecher verlesen wird. In der Nachtsendung wird der Wetterservice von der ARD-Hitnacht übernommen. Wettermoderatoren sind:
- Astrid Hofmann
- Hana Hofman
- Christian Kienast
- Kathrin Kolb[12]
- Bernhard Ziegler[13]
- Rebecca Schwarz

### Verkehrsservice
Der Bayern 1 Verkehrsservice „mit minutengenauer Stauzeitmessung“ wird halbstündlich von den Moderatoren oder den Nachrichtensprechern vorgelesen. Bei Gefahrenmeldungen während einer Sendung wird das laufende Programm unterbrochen. In der Nachtsendung wird der Verkehrsservice von der ARD-Hitnacht übernommen. Zu Hauptsendezeiten wird der Verkehr von folgenden Verkehrsmoderatoren präsentiert:
- Dominik Einzel
- Regina Wallner
- Ines Schneider[14]

## Verbreitung

### Terrestrisch
- UKW: Das Programm ist bayernweit über UKW zu empfangen und wird innerhalb der terrestrischen Reichweite auch in alle Kabelnetze eingespeist.

| UKW Frequenzliste                 |       |          |
| Senderstandort                    | MHz   | ERP (kW) |
| Mainfranken                       |       |          |
| Kreuzberg/Rhön                    | 98,3  | 100      |
| Pfaffenberg bei Aschaffenburg     | 95,6  | 25       |
| Würzburg                          | 90,9  | 5        |
| Ober- und Mittelfranken           |       |          |
| Bamberg-Geisberg                  | 94,8  | 25       |
| Büttelberg/Frankenhöhe            | 91,4  | 25       |
| Coburg                            | 93,5  | 5        |
| Dillberg bei Neumarkt/Opf         | 88,9  | 25       |
| Sender Ebersdorf/Ludwigsstadt     | 98,4  | 0,02     |
| Ochsenkopf/Fichtelgebirge         | 90,7  | 100      |
| Niederbayern und Oberpfalz        |       |          |
| Brotjacklriegel/Bayerischer Wald  | 92,1  | 100      |
| Dillberg bei Neumarkt/Opf.        | 104,5 | 5        |
| Hohe Linie bei Regensburg         | 95,0  | 25       |
| Hoher Bogen bei Furth im Wald     | 96,8  | 50       |
| Landshut (Altdorf)                | 90,2  | 0,25     |
| Ochsenkopf/Fichtelgebirge         | 91,2  | 25       |
| Schwaben                          |       |          |
| Augsburg                          | 90,9  | 0,1      |
| Grünten/Allgäu                    | 90,7  | 100      |
| Hühnerberg bei Donauwörth         | 91,9  | 25       |
| Lindau (Hoyerberg)                | 88,1  | 0,5      |
| Pfronten                          | 92,3  | 0,05     |
| Oberbayern                        |       |          |
| Bad Reichenhall                   | 105,0 | 0,3      |
| Berchtesgaden                     | 90,4  | 0,3      |
| Garmisch-Partenkirchen (Kreuzeck) | 89,2  | 0,1      |
| Gelbelsee bei Ingolstadt          | 101,6 | 25       |
| Herzogstand bei Kochel            | 88,1  | 0,1      |
| Hochberg bei Traunstein           | 98,0  | 5        |
| Inntal bei Kiefersfelden          | 100,7 | 0,05     |
| München-Ismaning                  | 91,3  | 25       |
| Oberammergau                      | 107,9 | 0,01     |
| Untersberg                        | 91,9  | 0,04     |
| Wendelstein                       | 93,7  | 100      |

- DAB+: Das Programm wird via DAB+ bayernweit im Kanal 11D ausgestrahlt. Auch in Südtirol wird Bayern 1 (Regionalprogramm Oberbayern) von der Rundfunk-Anstalt Südtirol im Standard DAB+ ausgestrahlt.

### Internet
- Web: Der Livestream kann auf der BR-Webseite abgerufen werden. Er wird derzeit als MP3-Stream mit 128 kbit/s angeboten.

- App: Über die BR-Radio-App für Android und iOS kann der Livestream über die HLS-Technologie gehört werden und mit Titel-, Programm- und Moderatoreninfos interagiert werden. Zudem kann man über die App im Radioprogramm entlang einer Zeitleiste zurückspulen und Sendungen nachhören.[15]

### Weitere Empfangswege
- Satellit: Bayern 1 (Regionalfenster Oberbayern) kann via DVB-S über Astra 19,2° Ost im ARD-Paket empfangen werden. Es ist außerdem über Satelio im südlichen Afrika empfangbar.
- Audiothek: Die Podcasts von Bayern 1 stehen in der ARD Audiothek zur Verfügung.

## Zuhörerakzeptanz
Die Zuhörerakzeptanz von Bayern 1 drückt sich in den Erhebungsauswertungen der Arbeitsgemeinschaft Media-Analyse e. V. (agma) in der Media-Analyse Audio (ma Audio) aus. Demnach hören täglich bundesweit 3,31 Millionen Menschen Bayern 1. Die angegebene Tagesreichweite in Bayern beträgt 27,4 Prozent (ma 2021 Audio).

## Bewertung
Rückblickend kommt Franz Kotteder zu dem Schluss: